# Karolína Peake

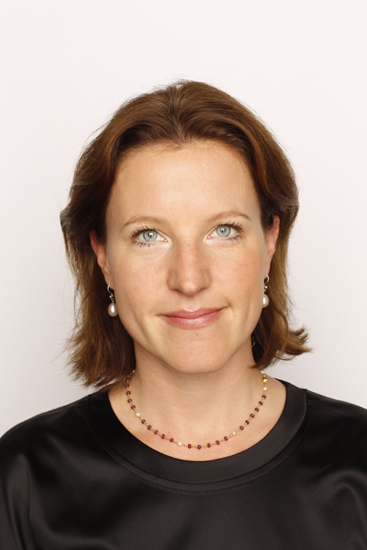
Karolína Peake (2010)

Karolína Peake (* 10. Oktober 1975 in Prag) ist eine tschechische Politikerin (LIDEM). In der Regierung Nečas war sie anfangs als Stellvertretende Ministerpräsidentin für Korruptionsbekämpfung zuständig. Am 12. Dezember 2012 wurde sie zur Verteidigungsministerin ernannt, aber bereits am 20. Dezember 2012 wieder abberufen.

## Leben
Nach dem Studium der Rechtswissenschaften an der Karlsuniversität arbeitete Peake zwei Jahre in einer Anwaltskanzlei. Später war sie als Anwältin und Übersetzerin tätig.
1997 bis 1998 war Karolína Peake Mitglied der Partei ODS, trat politisch jedoch nicht näher in Erscheinung. 2006 bis 2010 war sie für die Partei Věci veřejné (VV) Mitglied in der Vertretung des 1. Prager Stadtbezirkes. 2007 wurde sie ordentliches Parteimitglied. 2010 kandidierte sie erfolgreich für die tschechische Abgeordnetenkammer, in der sie seitdem Mitglied ist. Im April 2011 übernahm sie nach dem Parteiausschluss der Fraktionsvorsitzenden Kristýna Kočí kurzzeitig die Funktion der Fraktionsvorsitzenden der VV in der Abgeordnetenkammer. Dann trat sie zum 1. Juli 2011 als Vizepremier mit der Zuständigkeit für Korruptionsbekämpfung in die Regierung Petr Nečas ein.
Nach der Verurteilung des VV-Fraktionsvorsitzenden Vít Bárta wegen Abgeordnetenbestechung kam es im April 2012 innerhalb der VV zu einem intensiven Streit über den Verbleib in der Regierung. Karolína Peake trat hierbei stets für den Verbleib in der Regierung ein. Im Laufe des Konfliktes trat sie mit den weiteren amtierenden Ministern der VV und einer Reihe weiterer Parlamentsabgeordneter aus der VV aus und sicherte so zunächst den Verbleib in der Regierung. Im Mai 2012 kündigte sie sodann die Gründung einer eigenen Partei mit dem Namen LIDEM – liberální demokraté an. Auf dem Gründungsparteitag der LIDEM am 3. November 2012 in Brno wurde Peake mit 68 von 70 Stimmen zur Vorsitzenden gewählt. Am 8. August 2013 trat sie vom Vorsitz zurück, nachdem sie bei der Vertrauensabstimmung der Regierung Jiří Rusnok entgegen der Parteilinie nicht gegen die Regierung gestimmt, sondern nicht an der Abstimmung teilgenommen hatte.
Nach dem Rücktritt von Alexandr Vondra übernahm sie am 12. Dezember 2012 statt der Zuständigkeit für Korruptionsbekämpfung das Amt der Verteidigungsministerin der Tschechischen Republik. Sie blieb Vizeregierungschefin. Nach nur acht Tagen im Amt wurde sie von Staatspräsident Václav Klaus auf Betreiben von Ministerpräsident Petr Nečas wegen eines Streits um die Personalpolitik im Ministerium wieder von diesem Amt entlassen, wodurch eine erneute Regierungskrise ausgelöst wurde. Nečas begründete seinen Schritt mit „totalem Vertrauensverlust“ angesichts der von Peake angeordneten Abberufung des ersten Stellvertretenden Verteidigungsministers Vlastimil Picek an ihrem ersten Tag im Amt.
Karolína Peake ist mit dem Australier Charles Peake verheiratet, mit dem sie zwei Söhne hat. Die Familie lebt in Prag.